# القفز بالحبال

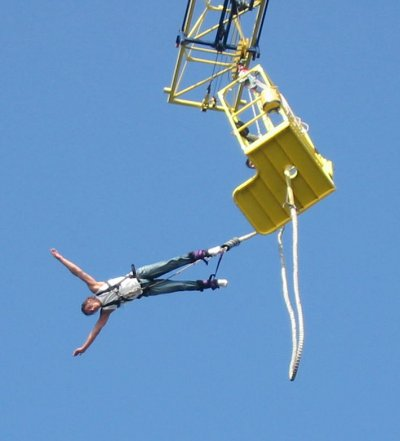
القفز من رافعة.

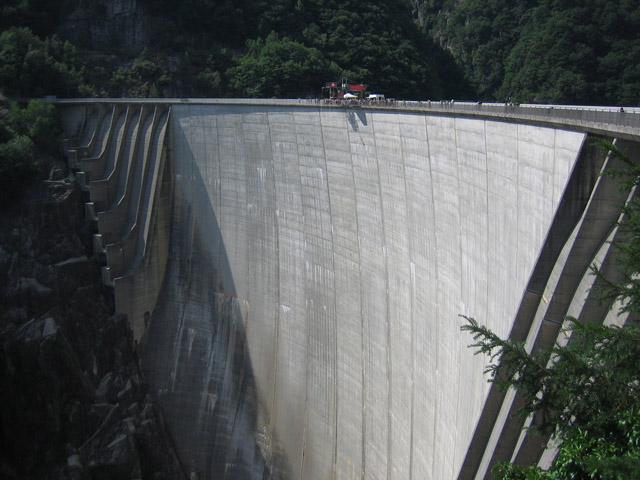
القفز من سد فيرزاسكا في سويسرا باتجاه نهر فيرزاسكا.

القفز بالحبال أو القفز المقلوب هو نشاط رياضي ينطوي على القفز من مناطق شاهقة الارتفاع، فيما يكون القافز مربوطاً بحبل مطاطي يمنعه من الاصتدام بالأرض أو الماء أسفله. وتكون المناطق المرتفعة بالغالب ثابتة، ومنها الجسور والمباني والرافعات؛ كما يمكن مزاولة قفز الحبال المطاطية من جسر مشاة تيتان أر تي في وسط ألمانيا من على ارتفاع 100 متر. ويمكن أيضاً القفز من منطاد أو من طائرة عمودية. وعندما يقفز الشخص من منطقة مرتفعة بحبل مطاطي سيكون هناك ارتدادٌ إلى الأعلى والأسفل، ويتأرجح قليلا إلى أن يستقر الحبل.

## طالع أيضاً

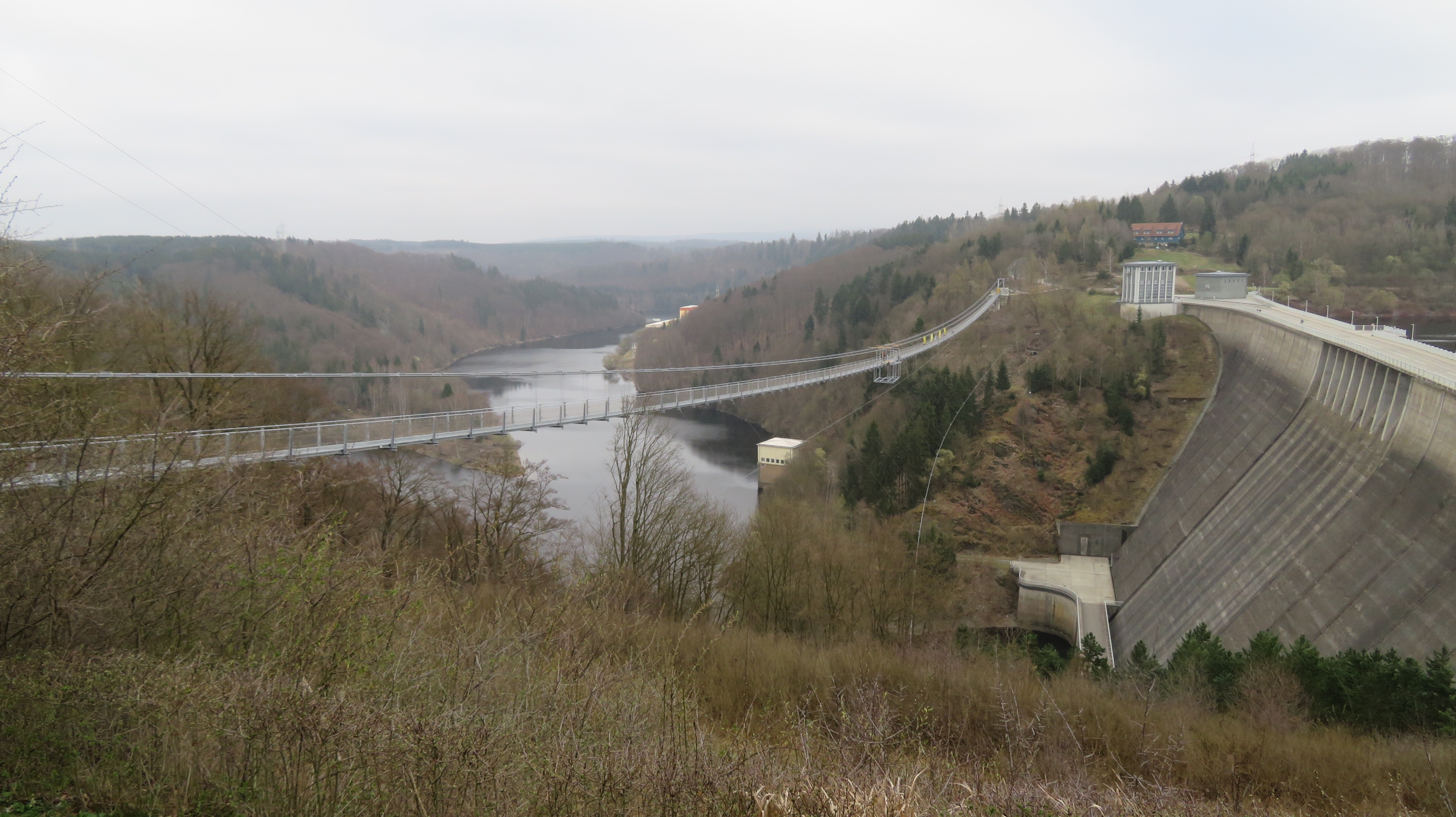
جسر مشاة تيتان أر تي عند السد المائي " تال شبيره وينديفورت " على جبال وسط ألمانيا في منطقة هارتز، ألمانيا.